# ソユーズMS-02
ソユーズMS-02は2016年に国際宇宙ステーションに向かって打ち上げられたソユーズ宇宙船である。打ち上げは当初2016年9月23日の予定であったが、技術的な問題により2016年10月19日に打ち上げられた。第49次長期滞在クルー3名を国際宇宙ステーションに送り届けた。ソユーズMS-02は131機目のソユーズ宇宙船である。クルーはロシアのコマンダーおよびフライトエンジニアとアメリカのフライトエンジニアであった。ソユーズMS-02は2016年10月21日にポイスクモジュールにドッキングした。
ソユーズMS-02は2017年4月10日に帰還した。降下中に主パラシュートが展開された際にカプセル内部が一部減圧状態になったものの、173日の飛行期間を終え、11:20 UTCに無事着陸した。

## 一部減圧
帰還の最終段階で、ソユーズMS-02は高度約8キロメートルで一部減圧状態に陥った。主パラシュートを展開する際、展開システムのバックルが溶接継手にぶつかり、破損部から空気が漏れてカプセル内が減圧したのである。減圧が発生したのは大気圏内で、比較的安全な高度であったためクルーに危険が及ぶことはなかった。ロシア当局者は、パラシュートの格納方法に問題があったためバックルがカプセルにぶつかったものとみられる、との見解を示した。

## クルー
| 地位                 | 乗員                                                         | 乗員                                                         |
| -------------------- | ------------------------------------------------------------ | ------------------------------------------------------------ |
| コマンダー           | セルゲイ・リジコフ, RSA 第49次長期滞在 1回目の宇宙飛行       | セルゲイ・リジコフ, RSA 第49次長期滞在 1回目の宇宙飛行       |
| フライトエンジニア 1 | アンドレイ・ボリシェンコ, RSA 第49次長期滞在 2回目の宇宙飛行 | アンドレイ・ボリシェンコ, RSA 第49次長期滞在 2回目の宇宙飛行 |
| フライトエンジニア 2 | シェーン・キンブロー, NASA 第49次長期滞在 2回目の宇宙飛行    | シェーン・キンブロー, NASA 第49次長期滞在 2回目の宇宙飛行    |

### バックアップクルー
| 地位                 | 乗員                              | 乗員                              |
| -------------------- | --------------------------------- | --------------------------------- |
| コマンダー           | アレクサンダー・ミシュルキン, RSA | アレクサンダー・ミシュルキン, RSA |
| フライトエンジニア 1 | ニコライ・チコノフ, RSA           | ニコライ・チコノフ, RSA           |
| フライトエンジニア 2 | マーク・T・ヴァンデハイ, NASA     | マーク・T・ヴァンデハイ, NASA     |